# Herbert (Canada)
Herbert is een plaats (town) in de Canadese provincie Saskatchewan en telt 742 inwoners (2006).